# Betamantis aliena
Betamantis aliena är en bönsyrseart som beskrevs av Werner 1906. Betamantis aliena ingår i släktet Betamantis och familjen Mantidae. Inga underarter finns listade i Catalogue of Life.